# Eurystyles cornu-bovis
Eurystyles cornu-bovis là một loài thực vật có hoa trong họ Lan. Loài này được Szlach. mô tả khoa học đầu tiên năm 1992.